# Camillo Garroni Carbonara
Antonio Giovanni Luigi Camillo Adolfo Edoardo Eugenio Adele Garroni Carbonara (Genova, 22 maggio 1852 – Genova, 22 maggio 1935) è stato un politico, diplomatico e prefetto italiano, il cui cognome Garroni fu modificato in Garroni Carbonara con regio decreto del 6 dicembre 1928.

## Biografia
Compie gli studi e si laurea nella Palermo borbonica e dopo il tirocinio e un breve esercizio della professione forense nel 1873 entra nell'amministrazione dell'interno. Dal 1889 è segretario di sezione del Consiglio di stato, dal 1893 è promosso prefetto e collocato a disposizione del Ministero dell'interno. È stato commissario straordinario dei comuni di Ascoli Piceno, Catania, Bologna e Genova, prefetto all'Aquila, Alessandria, Genova e Messina. A partire dal 1911 passa alle dipendenze del Ministero degli esteri; ricopre gli incarichi di alto commissario per l'Italia e ambasciatore a Costantinopoli e capo della delegazione italiana alla Conferenza di Losanna. Nominato senatore a vita nel 1905 conclude la carriera come ambasciatore onorario e ministro di stato.